# Torneo 2021 Segunda División (Guatemala)
El Torneo 2021 fue la única edición de la temporada 2020-21 de la Segunda División de Guatemala.
Veinte equipos de diferentes partes del país son divididos en cinco grupos de 8 equipos cada uno, quienes se enfrenta en un formato de visita recíproca utilizando el sistema de puntos del fútbol internacional: 3 puntos por victoria, 1 punto por empate y 0 puntos por derrota.
Al final de los enfrentamientos regulares, los dieciséis mejores equipos de la tabla acumulada (una combinación de resultados de todos los grupos) se enfrentan en la fase final, en donde equipos de ambos grupos se enfrentan entre sí, de la siguiente manera:
- 1° vs. 16°
- 2° vs. 15°
- 3° vs. 14°
- 4° vs. 13°
- 5° vs. 12°
- 6° vs. 11°
- 7° vs. 10°
- 8° vs. 9°

Para esta única temporada, se añadió una fase previa en la que, además de los 16 mejores equipos, otros 5 equipos podrían participar en una ronda de preclasificación.

## Equipos participantes
| Grupo A             | Grupo A                            | Grupo B            | Grupo B                                 | Grupo C            | Grupo C                                |
| Equipo              | Ciudad                             | Equipo             | Ciudad                                  | Equipo             | Ciudad                                 |
| ------------------- | ---------------------------------- | ------------------ | --------------------------------------- | ------------------ | -------------------------------------- |
| Heredia             | Livingston, Izabal                 | Agua Blanca        | Agua Blanca, Jutiapa                    | Amatitlán          | Amatitlán, Guatemala                   |
| Izabal JC           | Puerto Barrios, Izabal             | Atlas Esquipulas   | Esquipulas, Chiquimula                  | Barberena          | Barberena, Santa Rosa                  |
| Manatí              | El Estor, Izabal                   | Gualán             | San Diego, Zacapa                       | Capitalinos        | Ciudad de Guatemala                    |
| Melchor             | Melchor de Mencos, Petén           | Ipala              | Ipala, Chiquimula                       | Fraijanes          | Fraijanes, Guatemala                   |
| Salamá              | Salamá, Baja Verapaz               | San Diego          | San Diego, Zacapa                       | Juventud Pinulteca | San José Pinula, Guatemala             |
| San Benito          | San Benito, Petén                  | San Jorge          | San Jorge, Zacapa                       | Milpas Altas       | Santa Lucía Milpas Altas, Sacatepequez |
| Santa Cruz AV       | Santa Cruz Verapaz, Alta Verapaz   | Teculután          | Teculután, Zacapa                       | Sansare            | Sansare, El Progreso                   |
| Rabinal             | Rabinal, Baja Verapaz              | Jocotán            | Jocotán, Chiquimula                     | Villa Nueva        | Villa Nueva, Guatemala                 |
| Grupo D             | Grupo D                            | Grupo E            | Grupo E                                 |                    |                                        |
| Equipo              | Ciudad                             | Equipo             | Ciudad                                  |                    |                                        |
| Ayutla              | Ayutla Tecún Umán, San Marcos      | América de Salcajá | Salcajá, Quetzaltenango                 |                    |                                        |
| Champerico          | Champerico, Retalhuleu             | Barillas           | Santa Cruz Barillas, Huehuetenango      |                    |                                        |
| Chiquimulilla       | Chiquimulilla, Santa Rosa          | Deportivo Bolivia  | Santo Domingo Suchitepéquez             |                    |                                        |
| Colomba             | Colomba Costa Cuca, Quetzaltenango | Chiantla           | Chiantla, Huehuetenango                 |                    |                                        |
| Gomera Comercio     | La Gomera, Escuintla               | Juventud Copalera  | San Ildefonso Ixtahuacán, Huehuetenango |                    |                                        |
| Juventud Retaltecos | Retalhuleu, Retalhuleu             | La Libertad        | La Libertad, Huehuetenango              |                    |                                        |
| San Pedro FC        | San Pedro La Laguna, Sololá        | San Juan           | San Pedro La Laguna, Sololá             |                    |                                        |
| Tiquisate           | Tiquisate, Escuintla               | CSD San Pedro      | San Pedro La Laguna, Sololá             |                    |                                        |

## Clasificación

### Grupo A
|  | Pos. | Equipos       | PJ | PG | PE | PP | GF | GC | Dif. | PTS | Rendimiento |
|  | ---- | ------------- | -- | -- | -- | -- | -- | -- | ---- | --- | ----------- |
|  | 1º   | Izabal JC     | 14 | 7  | 4  | 3  | 18 | 10 | +8   | 25  | 59.52 %     |
|  | 2º   | Heredia       | 14 | 7  | 3  | 4  | 20 | 14 | +6   | 24  | 57.14 %     |
|  | 3º   | Salamá        | 14 | 7  | 3  | 4  | 13 | 9  | +4   | 24  | 57.14 %     |
|  | 4º   | San Benito    | 14 | 5  | 6  | 3  | 12 | 9  | +3   | 21  | 50.00 %     |
|  | 5º   | Melchor       | 14 | 6  | 2  | 6  | 13 | 13 | 0    | 20  | 47.62 %     |
|  | 6º   | Manatí        | 14 | 4  | 4  | 6  | 14 | 14 | 0    | 16  | 38.10 %     |
|  | 7º   | Santa Cruz AV | 14 | 3  | 4  | 7  | 10 | 19 | -9   | 13  | 30.95 %     |
|  | 8º   | Rabinal       | 14 | 3  | 2  | 9  | 10 | 22 | -12  | 11  | 26.19 %     |
|  |      |               |    |    |    |    |    |    |      |     |             |

### Grupo B
|  | Pos. | Equipos          | PJ | PG | PE | PP | GF | GC | Dif. | PTS | Rendimiento |
|  | ---- | ---------------- | -- | -- | -- | -- | -- | -- | ---- | --- | ----------- |
|  | 1º   | San Jorge        | 12 | 8  | 3  | 1  | 29 | 18 | +11  | 27  | 75.00 %     |
|  | 2º   | Gualán           | 12 | 8  | 1  | 3  | 24 | 12 | +12  | 25  | 69.44 %     |
|  | 3º   | Ipala            | 12 | 5  | 2  | 5  | 21 | 18 | +3   | 17  | 47.22 %     |
|  | 4º   | Agua Blanca      | 12 | 4  | 3  | 5  | 20 | 22 | -2   | 15  | 41.67 %     |
|  | 5º   | Atlas Esquipulas | 12 | 4  | 2  | 6  | 18 | 19 | -1   | 14  | 38.89 %     |
|  | 6º   | San Diego        | 12 | 3  | 2  | 7  | 17 | 25 | -8   | 11  | 30.56 %     |
|  | 7º   | Teculután        | 12 | 2  | 3  | 7  | 12 | 27 | -15  | 9   | 25.00 %     |
|  | 8º   | Jocotán          | 0  | 0  | 0  | 0  | 0  | 0  | 0    | 0   | 00.00 %     |
|  |      |                  |    |    |    |    |    |    |      |     |             |

### Grupo C
|  | Pos. | Equipos            | PJ | PG | PE | PP | GF | GC | Dif. | PTS | Rendimiento |
|  | ---- | ------------------ | -- | -- | -- | -- | -- | -- | ---- | --- | ----------- |
|  | 1º   | Juventud Pinulteca | 14 | 9  | 2  | 3  | 33 | 19 | +14  | 29  | 69.05 %     |
|  | 2º   | Amatitlán          | 14 | 8  | 2  | 4  | 21 | 14 | +7   | 26  | 61.90 %     |
|  | 3º   | Fraijanes          | 14 | 6  | 4  | 4  | 22 | 13 | +9   | 22  | 52.38 %     |
|  | 4º   | Capitalinos        | 14 | 6  | 4  | 4  | 24 | 28 | -4   | 22  | 52.38 %     |
|  | 5º   | Barberena          | 14 | 6  | 2  | 6  | 24 | 21 | +3   | 20  | 47.62 %     |
|  | 6º   | Milpas Altas       | 14 | 3  | 4  | 7  | 15 | 23 | -8   | 13  | 30.95 %     |
|  | 7º   | Sansare            | 14 | 3  | 4  | 7  | 19 | 32 | -13  | 13  | 30.95 %     |
|  | 8º   | Villa Nueva        | 14 | 3  | 2  | 9  | 19 | 27 | -8   | 11  | 26.19 %     |
|  |      |                    |    |    |    |    |    |    |      |     |             |

### Grupo D
|  | Pos. | Equipos             | PJ | PG | PE | PP | GF | GC | Dif. | PTS | Rendimiento |
|  | ---- | ------------------- | -- | -- | -- | -- | -- | -- | ---- | --- | ----------- |
|  | 1º   | Chiquimulilla       | 14 | 9  | 2  | 3  | 20 | 11 | +9   | 29  | 69.05 %     |
|  | 2º   | Colomba             | 14 | 6  | 4  | 4  | 22 | 16 | +6   | 22  | 52.38 %     |
|  | 3º   | Champerico          | 14 | 6  | 4  | 4  | 19 | 21 | -2   | 22  | 52.38 %     |
|  | 4º   | Juventud Retaltecos | 14 | 5  | 6  | 3  | 20 | 14 | +6   | 21  | 50.00 %     |
|  | 5º   | Tiquisate           | 14 | 4  | 4  | 6  | 16 | 17 | -1   | 16  | 38.10 %     |
|  | 6º   | Ayutla              | 14 | 4  | 4  | 6  | 15 | 21 | -6   | 16  | 38.10 %     |
|  | 7º   | San Pedro FC        | 14 | 3  | 4  | 7  | 23 | 28 | -5   | 13  | 30.95 %     |
|  | 8º   | Gomera Comercio     | 14 | 2  | 6  | 6  | 17 | 24 | -7   | 12  | 28.57 %     |
|  |      |                     |    |    |    |    |    |    |      |     |             |

### Grupo E
|  | Pos. | Equipos           | PJ | PG | PE | PP | GF | GC | Dif. | PTS | Rendimiento |
|  | ---- | ----------------- | -- | -- | -- | -- | -- | -- | ---- | --- | ----------- |
|  | 1º   | CSD San Pedro     | 13 | 7  | 4  | 2  | 17 | 10 | +7   | 25  | 64.10 %     |
|  | 2º   | San Juan          | 14 | 7  | 4  | 3  | 18 | 10 | +8   | 25  | 59.52 %     |
|  | 3º   | La Libertad       | 14 | 7  | 1  | 5  | 21 | 18 | +3   | 25  | 59.52 %     |
|  | 4º   | Bolivia           | 14 | 7  | 1  | 6  | 20 | 19 | +1   | 22  | 52.38 %     |
|  | 5º   | América Salcajá   | 13 | 4  | 5  | 4  | 17 | 19 | -2   | 17  | 43.59 %     |
|  | 6º   | Juventud Copalera | 14 | 4  | 2  | 8  | 13 | 22 | -9   | 14  | 33.33 %     |
|  | 7º   | Barillas          | 14 | 4  | 1  | 9  | 15 | 20 | -5   | 13  | 30.95 %     |
|  | 8º   | Chiantla          | 12 | 2  | 4  | 6  | 10 | 13 | -3   | 10  | 27.78 %     |
|  |      |                   |    |    |    |    |    |    |      |     |             |

## Tabla acumulada
|                                               | Pos. | Equipos             | PJ | PG | PE | PP | GF | GC | Dif. | PTS | Clasificación |
| --------------------------------------------- | ---- | ------------------- | -- | -- | -- | -- | -- | -- | ---- | --- | ------------- |
|                                               | 1°   | San Jorge           | 12 | 8  | 3  | 1  | 29 | 18 | +11  | 27  | 75.00 %       |
|                                               | 2°   | Gualán              | 12 | 8  | 1  | 3  | 24 | 12 | +12  | 25  | 69.44 %       |
|                                               | 3°   | Juventud Pinulteca  | 14 | 9  | 2  | 3  | 33 | 19 | +14  | 29  | 69.05 %       |
|                                               | 4°   | Chiquimulilla       | 14 | 9  | 2  | 3  | 20 | 11 | +9   | 29  | 69.05 %       |
|                                               | 5°   | CSD San Pedro       | 13 | 7  | 4  | 2  | 17 | 10 | +7   | 25  | 64.10 %       |
|                                               | 6°   | Amatitlán           | 14 | 8  | 2  | 4  | 21 | 14 | +7   | 26  | 61.90 %       |
|                                               | 7°   | San Juan            | 14 | 7  | 4  | 3  | 18 | 10 | +8   | 25  | 59.52 %       |
|                                               | 8°   | Izabal JC           | 14 | 7  | 4  | 3  | 18 | 10 | +8   | 25  | 59.52 %       |
|                                               | 9°   | La Libertad         | 14 | 7  | 1  | 5  | 21 | 18 | +3   | 25  | 59.52 %       |
|                                               | 10°  | Heredia             | 14 | 7  | 3  | 4  | 20 | 14 | +6   | 24  | 57.14 %       |
|                                               | 11°  | Salamá              | 14 | 7  | 3  | 4  | 13 | 9  | +4   | 24  | 57.14 %       |
|                                               | 12°  | Fraijanes           | 14 | 6  | 4  | 4  | 22 | 13 | +9   | 22  | 52.38 %       |
|                                               | 13°  | Colomba             | 14 | 6  | 4  | 4  | 22 | 16 | +6   | 22  | 52.38 %       |
|                                               | 14°  | Bolivia             | 14 | 7  | 1  | 6  | 20 | 19 | +1   | 22  | 52.38 %       |
|                                               | 15°  | Champerico          | 14 | 6  | 4  | 4  | 19 | 21 | -2   | 22  | 52.38 %       |
|                                               | 16°  | Capitalinos         | 14 | 6  | 4  | 4  | 24 | 28 | -4   | 22  | 52.38 %       |
|                                               | 17°  | Juventud Retaltecos | 14 | 5  | 6  | 3  | 20 | 14 | +6   | 21  | 50.00 %       |
|                                               | 18°  | San Benito          | 14 | 5  | 6  | 3  | 12 | 9  | +3   | 21  | 50.00 %       |
|                                               | 19°  | Barberena           | 14 | 6  | 2  | 6  | 24 | 21 | +3   | 20  | 47.62 %       |
|                                               | 20°  | Melchor             | 14 | 6  | 2  | 6  | 13 | 13 | 0    | 20  | 47.62 %       |
|                                               | 21°  | Ipala               | 12 | 5  | 2  | 5  | 21 | 18 | +3   | 17  | 47.22 %       |
|                                               | 22°  | América Salcajá     | 13 | 4  | 5  | 4  | 17 | 19 | -2   | 17  | 43.59 %       |
|                                               | 23°  | Agua Blanca         | 12 | 4  | 3  | 5  | 20 | 22 | -2   | 15  | 41.67 %       |
|                                               | 24°  | Atlas Esquipulas    | 12 | 4  | 2  | 6  | 18 | 19 | -1   | 14  | 38.89 %       |
|                                               | 25°  | Manatí              | 14 | 4  | 4  | 6  | 14 | 14 | 0    | 16  | 38.10 %       |
|                                               | 26°  | Tiquisate           | 14 | 4  | 4  | 6  | 16 | 17 | -1   | 16  | 38.10 %       |
|                                               | 27°  | Ayutla              | 14 | 4  | 4  | 6  | 15 | 21 | -6   | 16  | 38.10 %       |
|                                               | 28°  | Juventud Copalera   | 14 | 4  | 2  | 8  | 13 | 22 | -9   | 14  | 33.33 %       |
|                                               | 29°  | San Pedro FC        | 14 | 3  | 4  | 7  | 23 | 28 | -5   | 13  | 30.95 %       |
|                                               | 30°  | Barillas            | 14 | 4  | 1  | 9  | 15 | 20 | -5   | 13  | 30.95 %       |
|                                               | 31°  | Milpas Altas        | 14 | 3  | 4  | 7  | 15 | 23 | -8   | 13  | 30.95 %       |
|                                               | 32°  | Santa Cruz AV       | 14 | 3  | 4  | 7  | 10 | 19 | -9   | 13  | 30.95 %       |
|                                               | 33°  | Sansare             | 14 | 3  | 4  | 7  | 19 | 32 | -13  | 13  | 30.95 %       |
|                                               | 34°  | San Diego           | 12 | 3  | 2  | 7  | 17 | 25 | -8   | 11  | 30.56 %       |
|                                               | 35°  | Gomera Comercio     | 14 | 2  | 6  | 6  | 17 | 24 | -7   | 12  | 28.57 %       |
|                                               | 36°  | Chiantla            | 12 | 2  | 4  | 6  | 10 | 13 | -3   | 10  | 27.78 %       |
| 3°D                                           | 37°  | Villa Nueva         | 14 | 3  | 2  | 9  | 19 | 27 | -8   | 11  | 26.19 %       |
| 3°D                                           | 38°  | Rabinal             | 14 | 3  | 2  | 9  | 10 | 22 | -12  | 11  | 26.19 %       |
| 3°D                                           | 39°  | Teculután           | 12 | 2  | 3  | 7  | 12 | 27 | -15  | 9   | 25.00 %       |
| 3°D                                           | 40°  | Jocotán             | 0  | 0  | 0  | 0  | 0  | 0  | 0    | 0   | 00.00 %       |
| Última actualización: 20 de noviembre de 2019 |      |                     |    |    |    |    |    |    |      |     |               |

## Fase final

### Fase preliminar
| Fechas           | Local en la ida     | Global    | Local en la vuelta | Ida   | Vuelta |
| ---------------- | ------------------- | --------- | ------------------ | ----- | ------ |
| 14 y 18 de abril | Ipala               | 2 - 8     | Colomba            | 1 - 3 | 1 - 5  |
| 14 y 18 de abril | Barberena           | 5 - 5 (v) | Bolivia            | 5 - 1 | 0 - 4  |
| 14 y 18 de abril | San Benito          | 1 - 2     | Champerico         | 0 - 1 | 1 - 1  |
| 15 y 17 de abril | Juventud Retaltecos | 2 - 8     | Capitalinos        | 1 - 1 | 1 - 7  |
| 15 y 18 de abril | Agua Blanca         | (v) 3 - 3 | Fraijanes          | 1 - 0 | 2 - 3  |

### Octavos de final
| Fechas           | Local en la ida | Global         | Local en la vuelta | Ida   | Vuelta |
| ---------------- | --------------- | -------------- | ------------------ | ----- | ------ |
| 21 y 25 de abril | Agua Blanca     | (v) 1 - 1      | San Jorge          | 0 - 0 | 1 - 1  |
| 21 y 25 de abril | Capitalinos     | 2 (4 p.p. 5) 2 | Gualán             | 2 - 0 | 0 - 2  |
| 22 y 25 de abril | Champerico      | 1 - 10         | Juventud Pinulteca | 1 - 4 | 0 - 6  |
| 21 y 25 de abril | Bolivia         | 0 - 10         | Chiquimulilla      | 0 - 5 | 0 - 5  |
| 21 y 25 de abril | Colomba         | 1 - 4          | Amatitlán          | 1 - 1 | 0 - 3  |
| 21 y 25 de abril | Salamá          | 0 (0 t.s. 1) 0 | Izabal JC          | 0 - 0 | 0 - 0  |
| 21 y 25 de abril | Heredia         | 1 (0 t.s. 3) 1 | San Juan           | 1 - 1 | 1 - 1  |
| 21 y 25 de abril | La Libertad     | 2 - 3          | CSD San Pedro      | 2 - 2 | 0 - 1  |

### Cuartos de final
| Fechas         | Local en la ida | Global    | Local en la vuelta | Ida   | Vuelta |
| -------------- | --------------- | --------- | ------------------ | ----- | ------ |
| 2 y 9 de mayo  | Agua Blanca     | 4 - 2     | Gualán             | 1 - 0 | 3 - 2  |
| 2 y 9 de mayo  | CSD San Pedro   | 0 - 2     | Juventud Pinulteca | 0 - 1 | 0 - 1  |
| 1 y 16 de mayo | San Juan        | 0 - 1     | Chiquimulilla      | 0 - 0 | 0 - 1  |
| 2 y 9 de mayo  | Izabal JC       | 4 - 4 (v) | Amatitlán          | 2 - 3 | 2 - 1  |

### Semifinales
| Lugar y Fecha           |               | Resultado |                    |
| ----------------------- | ------------- | --------- | ------------------ |
| Guastatoya - 22 de mayo | Chiquimulilla | 1 - 2     | Amatitlán          |
| Guastatoya - 23 de mayo | Agua Blanca   | 1 - 3     | Juventud Pinulteca |

### Tercer lugar
| Lugar y Fecha           |               | Resultado      |             |
| ----------------------- | ------------- | -------------- | ----------- |
| Guastatoya - 29 de mayo | Chiquimulilla | 0 (2 p.p. 4) 0 | Agua Blanca |

Agua Blanca asciende a Primera División

### Final
| Fechas          | Local en la ida | Global         | Local en la vuelta | Ida   | Vuelta |
| --------------- | --------------- | -------------- | ------------------ | ----- | ------ |
| 26 y 30 de mayo | Amatitlán       | 3 (3 p.p. 4) 3 | Juventud Pinulteca | 2 - 1 | 1 - 2  |

## Campeón
|                            |
| Campeón Juventud Pinulteca |
| 1° título                  |

## Ascendidos
|                    |           |             |
| Juventud Pinulteca | Amatitlán | Agua Blanca |